# Mortalium animos
Mortalium Animos je papeška okrožnica (enciklika), ki jo je napisal papež Pij XI. leta 1928.
V okrožnici je papež izpostavil problem verske enotnosti, še posebej pa je obsodil verske skupnosti, ki trdijo, da sledijo Kristusu, a imajo različne nazore.